# Millettia elongistyla
Millettia elongistyla é uma espécie vegetal da família Fabaceae.
Apenas pode ser encontrada na Tanzânia.